# Szilsárkány
Szilsárkány [sil-šárkáň] je obec v Maďarsku v župě Győr-Moson-Sopron, spadající pod okres Csorna. Nachází se asi 5 km jihozápadně od Csorny, 22 km západně od Tétu a asi 38 km jihozápadně od Győru. V roce 2015 zde žilo 652 obyvatel. Dle údajů z roku 2011 tvoří 85,6 % obyvatelstva Maďaři, 1,6 % Němci, 1,4 % Romové a 0,3 % Srbové, přičemž 13,4 % obyvatel se ke své národnosti nevyjádřilo. Název se skládá ze dvou částí: Szil, což je název sousední obce Szil, a Sárkány, což v maďarštině znamená drak.
Obec byla poprvé písemně zmíněna v roce 1345 pod názvem Sarkan. Nacházejí se zde dva kostely; katolický kostel Nanebevstoupení Páně a evangelický kostel. Rovněž se zde nachází zámek Baditz-kastély. Obcí prochází hlavní silnice 88 a vedlejší silnice 8423, 8601 a 8602. Severozápadně od Szilsárkány prochází dálnice M86, na níž se zde nachází exit 140.

## Sousední obce
| Růžice kompasu | Bogyoszló    | Csorna      | Pásztori    | Růžice kompasu |
| Růžice kompasu | Sopronnémeti | Sever       | Rábapordány | Růžice kompasu |
| Růžice kompasu | Sopronnémeti | Szilsárkány | Rábapordány | Růžice kompasu |
| Růžice kompasu | Sopronnémeti | Jih         | Rábapordány | Růžice kompasu |
| Růžice kompasu | Szil         |             | Rábacsanak  | Růžice kompasu |